# Sabine Baring-Gould

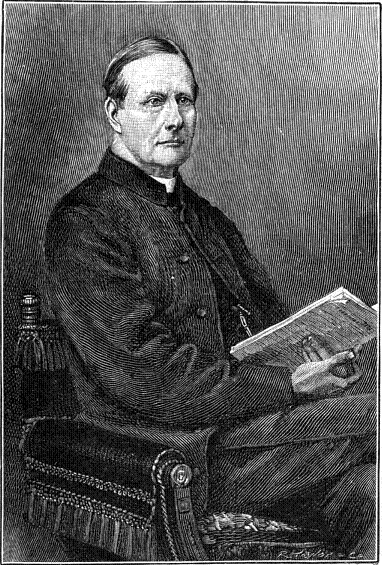
Sabine Baring-Gould omkring 1900.

Sabine Baring-Gould, född den 28 januari 1834 i Exeter, död den 2 januari 1924, var en engelsk präst och kulturhistoriker. 
Baring-Gould blev 1881 kyrkoherde i Lew Trenchard (grevskapet Devon), där hans familj sedan 300 år tillbaka ägde gods. Dessutom var Baring-Gould fredsdomare i grevskapet Devon. Han forskade med förkärlek i äldre tiders sägner och som frukter därav författade han Iceland; its scenes and sagas (1863; efter en resa till den minnesrika ön), The book of Were-Wolves (1865), Curious Myths of the Middle Ages (2 band, 1866–67; ny upplaga 1881), Curiosities of Olden Times (1869; ny upplaga 1875), det religionsfilosofiska verket The Origin and Development of Religious Belief (2 band, 1869–70; ny upplaga 1884), Lives of the Saints (17 band, 1872–89; ny upplaga i 16 band, 1897) och Old Country Life (1889) med mera. Utöver flera predikosamlingar och uppbyggelseböcker kan jämväl nämnas Baring-Goulds rent teologiska arbete The Lost and Hostile Gospels (1874). Han författade vidare romaner, som utmärker sig av kraftig, åskådlig skildring, bland annat den fantasifulla Mehalah (1880) och Nebo the Nailer (1902). Han var även psalmförfattare. Till svenska finns Framåt, Kristi stridsmän! och Snart är dagen ändad, natten faller på översatta liksom Grettir the Outlaw, a Story of Iceland ("Grette den fredlöse: berättelse från Island").